# جيروم هاينز
جيروم هاينز (بالإنجليزية: Jerome Hines)‏ هو معلم موسيقى وملحن ومغني ومغني أوبرا أمريكي، ولد في 8 نوفمبر 1921 في هوليوود في الولايات المتحدة، وتوفي في 4 فبراير 2003 في نيويورك في الولايات المتحدة.

## وصلات خارجية
- جيروم هاينز على موقع ميوزك برينز (الإنجليزية)
- جيروم هاينز على موقع إن إن دي بي (الإنجليزية)
- جيروم هاينز على موقع أول ميوزيك (الإنجليزية)
- جيروم هاينز على موقع ديسكوغز (الإنجليزية)